# Eremophila malacoides
Eremophila malacoides är en flenörtsväxtart som beskrevs av Chinnock. Eremophila malacoides ingår i släktet Eremophila och familjen flenörtsväxter. Inga underarter finns listade i Catalogue of Life.